# Polimialgia reumática
La polimialgia reumática es una enfermedad que provoca dolor y rigidez muscular en la región del cuello y en las áreas próximas a hombros y caderas. Otros síntomas menos frecuentes incluyen fiebre, perdida de peso y cansancio. Afecta principalmente a personas de más de 60 años y puede asociarse a arteritis de la temporal. La causa es desconocida, aunque se cree que está originada por un fenómeno de autoinmunidad. Se trata con corticoides que provocan una clara mejoría de los síntomas y pueden suspenderse en muchas ocasiones tras 1 o 2 años de tratamiento. La polimialgia reumática pertenece al ámbito de la especialidad médica de reumatología y no debe confundirse con la fibromialgia, una entidad diferente.

## Epidemiología
Aunque no existe certeza sobre la causa de la enfermedad, existen diversos factores que están relacionados con la probabilidad de que aparezca en un determinado individuo:
- Habitualmente afecta a mayores de 60 años.
- La edad media de las personas que presentan la afección es 70 años.
- Las mujeres la padecen con el doble de frecuencia que los varones.
- Las personas de raza blanca caucásica están más expuestas, especialmente los naturales de los países del norte de Europa y Escandinavia.
- El 50% de los pacientes que presentan arteritis de la temporal padecen también polimialgia reumática, por lo que existe una clara asociación entre las dos enfermedades.

## Diagnóstico
A diferencia de lo que ocurre en otras enfermedades reumáticas, no existen criterios específicos de aceptación general para establecer el diagnóstico, por lo que este se basa en la observación, el interrogatorio del paciente y la exclusión de otras enfermedades que puedan provocar síntomas parecidos, entre ellas la artritis reumatoide. Las pruebas complementarias como radiología, resonancia magnética nuclear y tomografía axial computerizada no muestran imágenes específicas útiles para realizar el diagnóstico. La tomografía por emisión de positrones puede mostrar característicamente aumento del metabolismo glucídico articular, en relación con fenómenos de sinovitis y/o bursitis.
Los síntomas más característicos consisten en dolor y rigidez muscular matutino de al menos 30 minutos de duración, y como mínimo un mes de evolución, que afectan a la región del cuello, hombros y zonas próximas a caderas y muslos. En los análisis de sangre, la velocidad de sedimentación globular esta notablemente aumentada, generalmente supera los 40 mm en la primera hora, al igual que los niveles de proteína C reactiva, sin embargo, estos hallazgos no son específicos y están presentes también en otras muchas enfermedades. Algunos autores consideran que la clara mejoría del dolor tras el inicio del tratamiento con corticoides es un factor importante para confirmar el diagnóstico.

## Tratamiento
El tratamiento consiste en la administración de corticoides durante periodos de tiempo prolongados, generalmente varios años. En caso de recaídas es preciso aumentar la dosis, que puede individualizarse dependiendo de la evolución de la enfermedad, respuesta al tratamiento, número de recidivas, efectos secundarios y otros factores.